# Михаел Крюгер
Михаел Крюгер (на немски: Michael Krüger) е немски писател, поет, издател и преводач.

## Биография и творчество
Михаел Крюгер израства в протестантско семейство в Берлин. В ранните си години пее в църковен хор и членува в организацията Христаянска младеж.
След като полага матура, Крюгер започва обучение за издател и търговец на книги. Наред с това слуша лекции по философия в Свободния университет на Берлин. От 1962 до 1965 г. работи като книжар в Лондон.
От 1968 г. е редактор в издателство „Карл Ханзер“ в Мюнхен. През 1986 г. става главен редактор.
През 1973 г. заедно с писатели, между които Паул Вюр, основава първата кооперативна авторска книжарница.
Собствената му литературна дейност се ограничава първоначално до писане на предговори и послеслови към антологии и сборници, които издава. Едва през 1976 г. излиза неговият дебют – стихосбирката „Регинаполи“ („Reginapoly“). Първият му разказ със заглавие „Какво да се прави?“ („Was tun?“) е публикуван през 1984 г.
През 1990 г. излиза новелата на Крюгер „Краят на романа“ („Das Ende des Romans“), а през 1991 г. – първият му роман „Човекът в кулата“ („Der Mann im Turm“).
През юли 2013 г. членовете на Баварската академия на изящните изкуства го избират за свой президент. През 2015 г. Крюгер става куратор на кьолнския литературен фстивал Поетика.
Михаел Крюгер живее в Мюнхен.
Писателят посещава България през 2008 и 2017 г.